# Galabovo (obchtina)
Galabovo (bulgare : Гълъбово) est une obchtina de l'oblast de Stara Zagora en Bulgarie.